# Radfahren in den Niederlanden

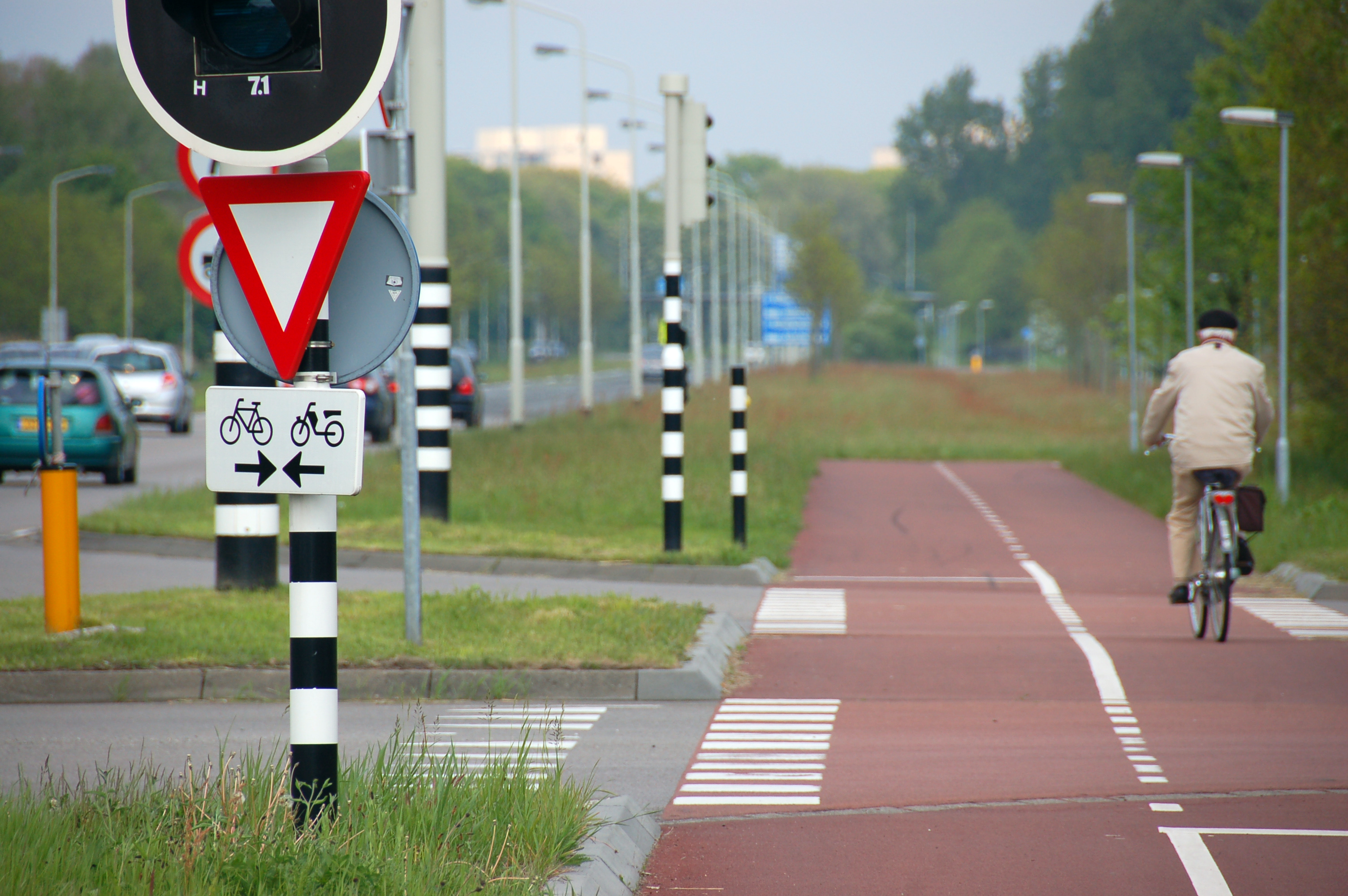
Radfahrer auf einem straßenbegleitendem, rot-asphaltierten Radweg in Breda

Radfahren ist in den Niederlanden ein weit verbreitetes Verkehrsmittel. 36 % der Bevölkerung geben das Fahrrad als ihr häufigstes Verkehrsmittel an einem typischen Tag an, im Vergleich zum Auto mit 45 % und den öffentlichen Verkehrsmitteln mit 11 %. Der Radverkehr hat landesweit einen Anteil von 27 % an allen Fahrten (in der Stadt und auf dem Land), in den Städten ist dieser Anteil sogar noch höher, wie z. B. in Amsterdam mit 38 %, und in Zwolle mit 46 %. Diese hohe Anzahl an Radfahrten wird durch eine hervorragende Radverkehrsinfrastruktur ermöglicht, wie z. B. Radwege, Radfahrstreifen, geschützte Kreuzungen, ausreichend Fahrradabstellplätze und dadurch, dass die Radrouten kürzer, schneller und direkter sind als die Autorouten.
Auf dem Land verbindet eine wachsende Zahl von Routen die Dörfer, Städte und Gemeinden der Niederlande: Einige dieser Wege sind Teil des niederländischen Nationalen Radwegenetzes, einem Netz von Routen für den Fahrradtourismus, das alle Ecken des Landes erreicht.

## Geschichte
Radfahren wurde in den Niederlanden etwas später populär als in den Vereinigten Staaten und Großbritannien, die ihren Fahrradboom in den 1880er Jahren erlebten, aber in den 1890er Jahren bauten die Niederländer bereits eigene Wege für Radfahrer. Im Jahr 1911 besaßen die Niederländer mehr Fahrräder pro Kopf als jedes andere Land in Europa.
Der Besitz und die Nutzung von Fahrrädern nahmen weiter zu und im Jahr 1940 gab es etwa 4 Millionen Fahrräder bei einer Bevölkerung von 8 Millionen. Die Hälfte davon verschwand während der deutschen Besatzung der Niederlande, aber nach dem Krieg normalisierte sich die Fahrradnutzung schnell wieder und hielt sich bis 1960 auf einem hohen Niveau (jährlich zurückgelegte Strecke mit dem Fahrrad pro Einwohner: 1.500 km). Dann wurde, ähnlich wie in anderen Industrienationen, das private Kraftfahrzeug erschwinglicher und daher häufiger genutzt und das Fahrrad infolgedessen weniger beliebt. Der Besitz blieb also weiterhin hoch, aber die Nutzung sank auf etwa 800 km pro Jahr. Trotzdem war die Zahl der Niederländer, die mit dem Fahrrad fuhren, im Vergleich zu anderen europäischen Nationen sehr hoch.
Der Trend weg vom Fahrrad und hin zum motorisierten Verkehr begann erst in den 1970er Jahren abzunehmen, als die Niederländer auf die Straße gingen, um gegen die hohe Zahl von toten Kindern im Straßenverkehr zu protestieren. In manchen Fällen kamen in den Niederlanden in einem einzigen Jahr über 500 Kinder bei Autounfällen ums Leben. Diese Protestbewegung wurde als Stop de Kindermoord (wörtlich „Stoppt den Kindermord“) bekannt. Der Erfolg dieser Bewegung – zusammen mit anderen Faktoren wie der Ölknappheit von 1973–74 und der Veröffentlichung des CROW-Design-Handbuchs für den Fahrradverkehr – führte zu einem Umschwung in der niederländischen Behördenpolitik. Das Land begann, den Autoverkehr in seinen Städten einzuschränken und seinen Fokus auf das Wachstum anderer Verkehrsmittel zu richten, wobei das Fahrrad als entscheidend dafür angesehen wurde, die niederländischen Straßen sicherer und die Städte menschenfreundlicher und lebenswerter zu machen.
Um 2012 hatte das Radfahren enorm an Popularität gewonnen. Allein in Amsterdam waren 490.000 Radfahrer unterwegs, die laut Statistik der Stadtverwaltung täglich 2 Millionen Kilometer radelten. Das verursachte einige Probleme, denn trotz 35.000 Kilometern Fahrradwegen verstopfen die 18 Millionen Fahrräder des Landes (1,3 pro Bürger, der alt genug ist, um zu fahren) manchmal die verkehrsreichsten Straßen der niederländischen Städte. Diesem Problem wird durch den Bau von noch mehr Radwegen begegnet, um Fahrradverkehrsstaus zu beheben. Der verkehrsreichste Radweg der Niederlande, Vredenburg in der Stadt Utrecht, wird an einem durchschnittlichen Wochentag von etwa 32.000 Radfahrern genutzt, an Spitzentagen sogar von bis zu 37.000, was mit den Zahlen des verkehrsreichsten Radwegs der Welt in Kopenhagen, Dänemark, konkurriert.
Im Jahr 2012 sagte der niederländische Fietsersbond (Radfahrerverband), dass ein Viertel aller tödlichen Unfälle in den Niederlanden Radfahrer betreffen. Untersuchungen aus dem Jahr 2013 zeigten, dass 60 % der tödlichen Radunfälle an Kreuzungen stattfanden und bei zwei von fünf dieser Unfälle Radfahrern vom Fahrer keine Vorfahrt eingeräumt wurde. Von 2007 bis 2012 sank die Zahl der tödlichen Unfälle in den Niederlanden von 850 auf 600, während die Zahl der tödlichen Fahrradunfälle in etwa konstant blieb. Im Jahr 2015 machten Fahrradtote 30 % der Verkehrstoten in den Niederlanden aus (185 von 621).

## Überblick
Das Radfahren in den Niederlanden ist aus mehreren Gründen so beliebt:
- Geografie, Bebauung und Wetter
  - Die Niederlande sind ein relativ dicht besiedeltes und sehr flaches Land, was bedeutet, dass die Entfernungen zwischen den Städten eher kurz sind. (Es kann allerdings sehr windig sein.)
  - Das kühle Klima in den Niederlanden bedeutet, dass man sehr kurze Strecken mit dem Fahrrad zurücklegen kann, ohne ins Schwitzen zu kommen. Das bedeutet, dass man mit dem Rad zur Arbeit oder zur Schule fahren kann, ohne sich direkt danach duschen oder waschen zu müssen, wie es in warmen, heißen oder feuchten Klimazonen häufiger der Fall ist.
- Fahrradfreundliche Infrastruktur
  - Es gibt ein durchgängiges Netz von Radwegen, die deutlich ausgeschildert, gut gepflegt und gut beleuchtet sind, mit Kreuzungen von Straße und Radweg, die oft Radfahrern Vorrang gewähren. Das macht das Radfahren selbst bequem, angenehm und sicher.
  - Es gibt auch ein gutes Netz von Fahrradgeschäften im ganzen Land.
- Fahrradfreundliche öffentliche Politik, Planung und Gesetze
  - Die Bedürfnisse von Radfahrern werden in allen Phasen der Stadtplanung berücksichtigt. Städtische Gebiete werden häufig als Woonerven (Wohnhöfe) gestaltet, den Radfahrern und Fußgängern Vorrang vor dem motorisierten Verkehr geben.
  - Die Niederlande verwenden einen standardbasierten Ansatz für die Straßengestaltung, bei dem Konflikte zwischen den verschiedenen Verkehrsarten, wo immer möglich, beseitigt oder möglichst reduziert werden. Dies hat zur Folge, dass das Radfahren sowohl objektiv als auch subjektiv sicher gemacht wird. Städte wurden mit begrenzter Zufahrt für Autos und begrenzten (mit der Zeit abnehmenden) Parkplätzen entworfen. Das daraus resultierende hohe Verkehrsaufkommen und die sehr begrenzten Parkmöglichkeiten machen die Nutzung des Autos in Städten gezielt unattraktiv.
  - Seit Anfang der 1990er Jahre ist in den Niederlanden eine Form der verschuldensunabhängigen Haftung für Unfälle zwischen Fahrrädern und Kraftfahrzeugen gesetzlich vorgeschrieben.[14] Bei einem Zusammenstoß zwischen einem Auto und einem Radfahrer muss der Versicherer des Autofahrers für Schäden am Eigentum des Radfahrers und an den Arztrechnungen haften (eine Kfz-Versicherung ist in den Niederlanden obligatorisch, eine Radfahrerversicherung hingegen nicht), solange 1) der Radfahrer nicht absichtlich mit dem Kraftfahrzeug zusammengestoßen ist und 2) der Radfahrer nicht in irgendeiner Weise im Irrtum war. Wenn der Radfahrer im Irrtum war, muss die Versicherung des Autofahrers immer noch die Hälfte des Schadens bezahlen, solange die Kollision unbeabsichtigt war (außer bei Radfahrern unter 14 Jahren, da muss der Autofahrer den vollen Schaden bezahlen).[14] Wenn bewiesen werden kann, dass ein Radfahrer beabsichtigt hat, mit dem Auto zu kollidieren, dann muss der Radfahrer den Schaden bezahlen (oder seine/ihre Eltern im Falle eines Minderjährigen).[14]
  - Keine Fahrradhelmpflicht.[15] In den Niederlanden ist das Tragen von Fahrradhelmen nicht üblich; sie werden meist von kleinen Kindern und sportlichen Radfahrern getragen, die Rennräder oder Mountainbikes fahren. Der niederländische Fietsersbond (Radfahrerverband) fasste die vorhandenen Erkenntnisse zusammen und kam zu dem Schluss, dass eine Helmpflicht für normales, alltägliches Radfahren (d. h. nicht für sportliches Radfahren) negative Auswirkungen auf die Gesundheit der Bevölkerung hätte.[16]
- Radfahren und Umweltverträglichkeit
  - Durch eine höhere Nutzung des Fahrrads und eine geringere Nutzung von Autos und öffentlichen Verkehrsmitteln verringern die Niederländer ihren ökologischen Fußabdruck und helfen der Umwelt.[17]
  - Die Fahrradnutzung senkt den Verbrauch von fossilen Brennstoffen und den Energieverbrauch pro Kopf erheblich, was zu weniger Umweltverschmutzung und anderen Umweltschäden führt.[17]
- Radfahrer-Kultur
  - Radfahren ist ein Symbol der niederländischen Kultur. Es gilt seit 1920 als nationales Symbol und seit 1938 als ein sehr patriotisches Fortbewegungsmittel.[18]
  - Das Fahrradfahren wird mit niederländischen Eigenschaften und bürgerlichen Tugenden wie Unabhängigkeit, Selbstbeherrschung, Bescheidenheit und Stabilität dargestellt.[19]

Das Radfahren hat einen positiven Effekt auf den Tourismus, Menschen besuchen die Niederlande, um die spezifische Fahrradkultur zu erleben.
- Gesundheitliche Auswirkungen und die Wirtschaftlichkeit des Radfahrens
  - Radfahren verhindert jedes Jahr etwa 6500 Todesfälle, und die Niederländer haben wegen des Radfahrens eine um ein halbes Jahr längere Lebenserwartung.[21]
  - Der gesundheitliche Nutzen entspricht mehr als 3 % des niederländischen Bruttoinlandsprodukts.[22]
  - Es wird bestätigt, dass Investitionen in fahrradfördernde Maßnahmen (z. B. verbesserte Fahrradinfrastruktur und -einrichtungen) langfristig ein hohes Kosten-Nutzen-Verhältnis aufweisen dürften.[23]
- Praktische Fahrräder und Ausrüstung
  - Die langjährige Fahrradkultur hat dazu geführt, dass die meisten Fahrräder eher Nutzfahrräder als Sportfahrräder sind – obwohl alle Arten von Fahrrädern zu sehen sind, von Rennrädern über Liegeräder bis hin zu Velomobilen. Die Niederländer fahren hauptsächlich Roadster-Fahrräder, wie die allgegenwärtigen Omafiets, die praktisch, wartungsarm und zum Tragen von Lasten geeignet sind, mit Schutzblechen und Rockschützern, und bei denen der Fahrer in einer aufrechten Position sitzt, was eine bequeme, gemächliche Fahrt mit bestem Raumempfinden ermöglicht.
  - Fahrradkörbe, Packtaschen und Lastenanhänger sind üblich, um Gegenstände zur Schule oder zur Arbeit zu transportieren oder um Einkäufe von den Geschäften nach Hause zu bringen.
- Schulung
  - Die Niederländer bringen ihren Kindern das Fahrradfahren bei, damit sie im Alter von etwa 12 Jahren, also kurz vor Beginn der weiterführenden Schule, sicher im Straßenverkehr fahren können.[24] Nur wenn sie ihre Verkehrsprüfung bestehen, erhalten sie ihr Verkeersdiploma (Verkehrszertifikat).[25] Diese Schulung wird als notwendig erachtet, da 75 % der Schüler der weiterführenden Schulen mit dem Fahrrad zur Schule fahren, wobei der Anteil bei denjenigen, die im Umkreis von 5 km um die Schule wohnen, auf 84 % steigt. Selbst bei Entfernungen von 16 km oder mehr fahren etwa 8 % der Sekundarschüler mit dem Rad zur Schule, allerdings hauptsächlich in ländlichen Gebieten, wo die nächsten weiterführenden Schulen ziemlich weit entfernt sein können[26] (Etwa 49 % der Grundschüler fahren mit dem Rad zur Schule, aber die Entfernungen sind kürzer und die Jüngeren werden oft von Erwachsenen begleitet[27]).
  - Niederländische Autofahrer werden im Rahmen ihrer Fahrausbildung auch für den Umgang mit Radfahrern geschult, wenn sie ihren Führerschein machen. Beispielsweise werden angehende Autofahrer darauf trainiert, ihre rechte Seite auf Radfahrer zweimal zu überprüfen, bevor sie nach rechts abbiegen.

Diese Faktoren zusammen überwiegen bei weitem die negativen Faktoren wie nasses und windiges Wetter, starker Gegenwind aufgrund des flachen Geländes und häufige Fahrraddiebstähle. Mehr als ein Viertel aller Fahrten in den Niederlanden werden mit dem Fahrrad zurückgelegt. Selbst die über 65-Jährigen legen fast ein Viertel ihrer Wege mit dem Fahrrad zurück – wobei in dieser Altersgruppe Elektrofahrräder sehr beliebt sind. In einigen Städten wird über die Hälfte aller Wege mit dem Fahrrad zurückgelegt.

## Infrastruktur
Viele Straßen haben einen oder zwei separate Radwege entlang der Fahrbahn oder auf der Fahrbahn markierte Radwege. Auf Straßen, an denen es angrenzende Radwege oder Radfahrstreifen gibt, ist die Benutzung dieser Einrichtungen obligatorisch, und das Radfahren auf der Hauptfahrbahn ist nicht erlaubt. Etwa 35.000 km Radweg sind physisch vom Autoverkehr getrennt, das entspricht einem Viertel des gesamten 140.000 km langen Straßennetzes des Landes. Auf anderen Straßen und Wegen teilen sich Fahrrad und Kraftfahrzeuge den gleichen Straßenraum, aber das sind in der Regel Straßen mit einer niedrigen Tempolimitierung. Die Oberflächenqualität dieser Radwege ist gut und die Streckenführung hat sanfte Kurven, so dass es möglich ist, über beträchtliche Entfernungen mit hoher Geschwindigkeit zu fahren. Radwege haben ihre eigenen Regeln und Systeme – einschließlich Ampeln, Tunneln und Fahrstreifen.
Tunnel und Brücken können für das Radfahren zugänglich sein oder auch nicht; wenn Pedalräder verboten sind, gibt es normalerweise eine separate Einrichtung.
Fußgänger benutzen den Bürgersteig, wenn einer vorhanden ist, ansonsten benutzen sie die gleiche Position auf der Straße wie die Radfahrer: auf dem Radweg oder der Fahrbahn, wenn vorhanden, ansonsten auf der Straße (aber im letzteren Fall gehen Fußgänger vorzugsweise auf der linken Seite, während Radfahrer auf der rechten Seite fahren). Straßen und Tunnel, die für Radfahrer zugänglich sind, sind auch für Fußgänger zugänglich. Die meisten Fußgängerwege stehen auch Radfahrern zur Verfügung, wenn sie absteigen und zu Fuß gehen.

### Separate Radwege, parallel zur Fahrbahn
Wenn genügend Platz vorhanden ist, werden größere Straßen mit einem parallelen Fietspad (Radweg) ausgestattet, der räumlich – zum Beispiel durch einen Grünstreifen, eine Hecke oder einen Parkstreifen – von der Fahrbahn getrennt ist. In den meisten Fällen sind diese Radwege auch räumlich von einem angrenzenden Fußweg getrennt.
Wo es geschützte Radwege gibt, ist deren Benutzung für Radfahrer in den meisten Fällen verpflichtend. Mofas, Mopeds u. ä. dürfen und müssen sie benutzen, wenn ihre Höchstgeschwindigkeit nicht mehr als 25 km/h beträgt (mit blauem Kennzeichen) – dies ist allerdings umstritten. Bei einer Höchstgeschwindigkeit von 45 km/h (gelbes Kennzeichen) dürfen Mofas die Radwege nur benutzen, wenn dies angezeigt wird (meist außerhalb der geschlossenen Ortschaft). Autofahrer dürfen Radwege nicht befahren, und um dies durchzusetzen, wird die Einfahrt von Autos oft mit Hindernissen physisch unmöglich gemacht. In jedem Fall ist ein Ein-Richtungs-Radweg in der Regel zu schmal, um von Autos befahren zu werden.
Zweirichtungsradwege auf einer Straßenseite sind sowohl in der Stadt als auch auf dem Land üblich: Sie sind ähnlich wie Straßen durch eine gestrichelte Linie in zwei Fahrstreifen geteilt. Gelegentlich gibt es bidirektionale Radwege auf beiden Straßenseiten; dies reduziert die Anzahl der Radfahrer, die die Straße überqueren müssen.
Die Farbe des Belags auf einem Radweg kann variieren, obwohl Rot die Standardfarbe ist, um Radwege und Radfahrstreifen auf der Straße in den Niederlanden zu kennzeichnen: Entweder roter Asphalt oder Steine wird verwendet, um Radwege optisch von Autostreifen und Fußwegen zu unterscheiden. Standardmäßig wird auch schwarzer Asphalt verwendet und einige ältere Radwege bestehen aus den quadratischen Fliesen, die üblicherweise für Bürgersteige verwendet werden.

### Fietsstrook (Radfahrstreifen)

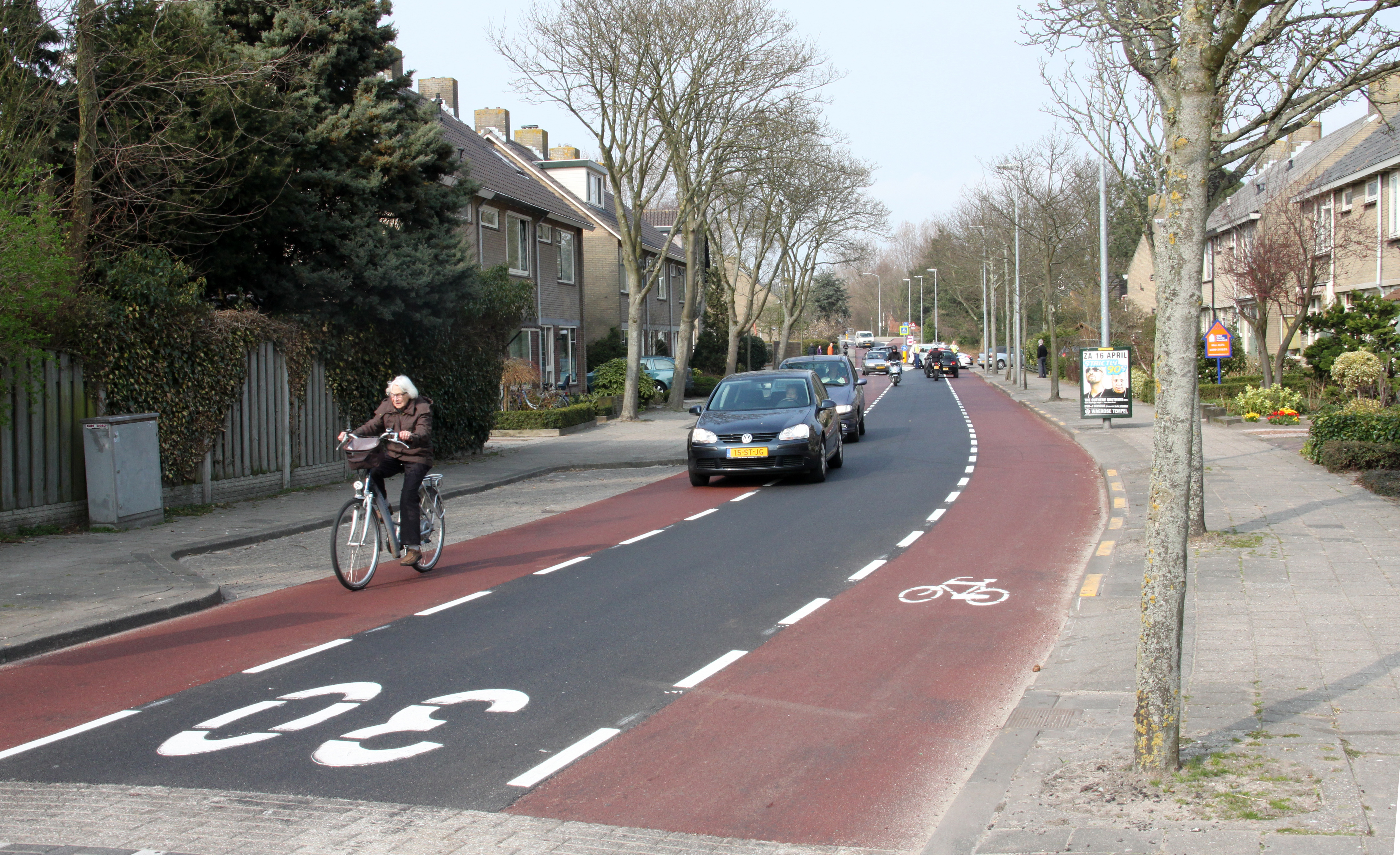
Beispiel eines Fietsstrook

Fietsstrook, vergleichbar mit deutschen Radfahrstreifen bzw. Schutzstreifen auf der Straße sind in den Niederlanden entweder mit einer gestrichelten oder einer durchgezogenen Linie markiert: Mit einer gestrichelten Linie markierte Fahrstreifen dürfen von Autofahrern benutzt werden, sofern sie Radfahrer nicht behindern, während mit einer durchgezogenen Linie markierte Fahrstreifen von Autofahrern nicht benutzt werden dürfen. Durchgehende Linien werden an Kreuzungen unterbrochen, um Autofahrern das Ein- und Ausfahren zu ermöglichen. Das Parken von Autos ist auf beiden Arten von Fahrstreifen nicht erlaubt.
Radfahrstreifen sind in der Regel mit rotem oder schwarzem Asphalt belegt. Die rote Farbe hat keine rechtliche Bedeutung, sie dient der Sichtbarkeit; der Radfahrstreifen auf der Straße wird durch die durchgezogene oder gestrichelte Linie abgegrenzt, durch die er von der Fahrbahn getrennt ist.
Nationale Richtlinien empfehlen eine Mindestbreite von 1,25 Metern für Radfahrstreifen.
Wenn ein Radweg auf einer Straße vorhanden ist, sind Radfahrer verpflichtet, ihn zu benutzen. Seit dem 15. Dezember 1999 sind Mopeds auf Radwegen nicht mehr erlaubt.

### Fietsstraat(Fahrradstraße)

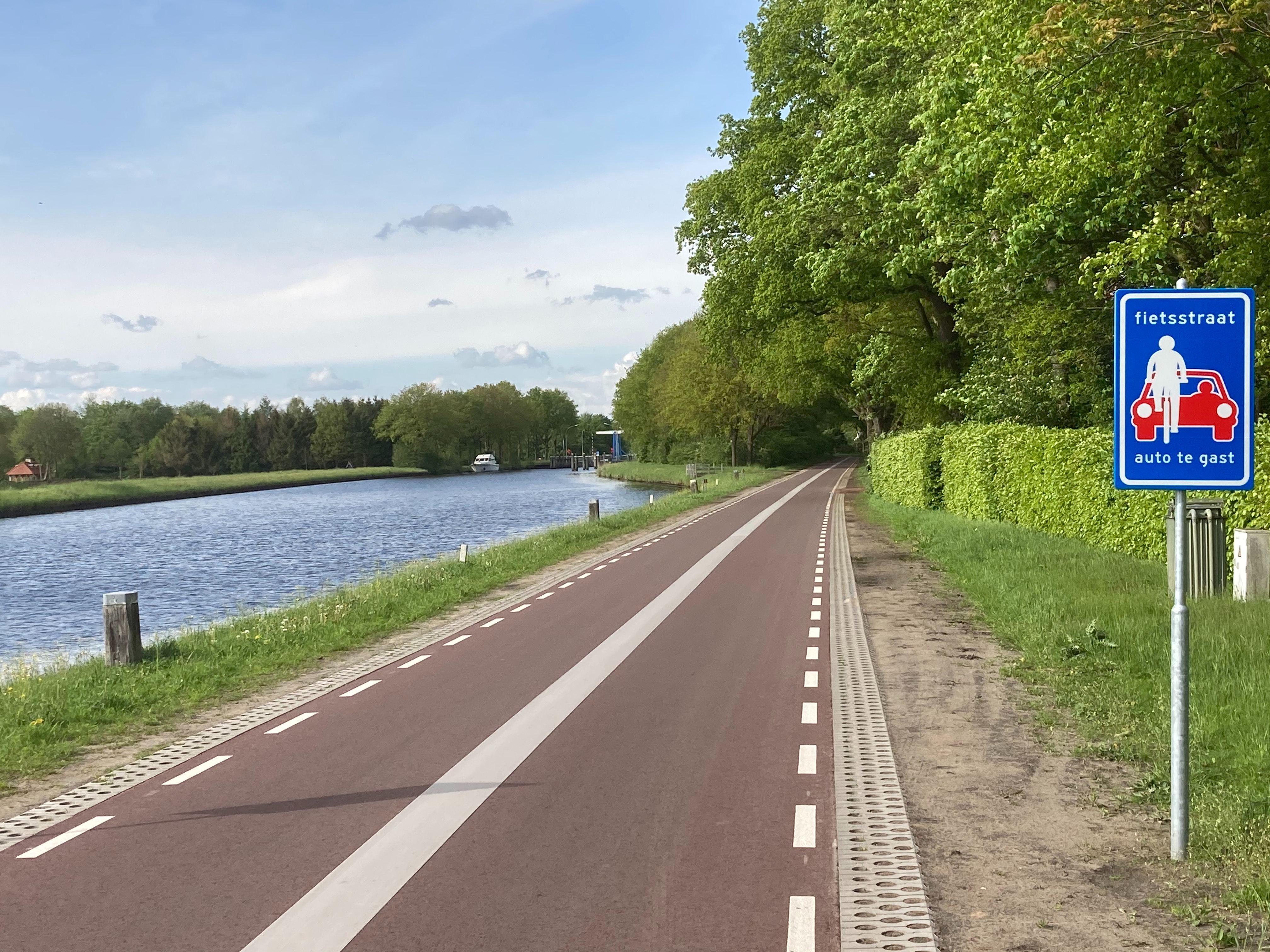
Fietsstraat in Eelde

Eine Fietsstraat (Fahrradstraße) ist eine Straße, in der Fahrräder als primäres und bevorzugtes Verkehrsmittel gelten und in der Autos und andere motorisierte Fahrzeuge „als Gäste“ erlaubt sind. Es gibt vier verschiedene Arten von Fietsstraats, aber sie müssen alle eine Geschwindigkeitsbegrenzung von 30 km/h oder weniger haben und sind in der Regel in demselben roten Asphalt eingefärbt wie Radwege.
Fietsstraat-Straßen gibt es vor allem in Wohngebieten, wo ohnehin verkehrsarme Straßen existieren. Eine Fietsstraat war in den meisten Fällen ursprünglich eine Straße, die zuvor ein geringes Verkehrsaufkommen hatte und daher leicht umgewandelt werden konnte. Sie sind eine wichtige Art der Infrastruktur, die niederländische Städte für Radfahrer sicherer macht. Sie können auch zur Routentrennung genutzt werden, um Radfahrern die Möglichkeit zu geben, verkehrsreichere Straßen zu vermeiden und direkte Routen in und durch Städte zu haben.

### Die Entflechtung der Verkehrsträger
In den niederländischen Städten verlaufen viele reine Fahrradrouten nicht neben der Fahrbahn und auch nicht in der Nähe und parallel zu den Hauptautorouten: Vielmehr sind die Fahrradrouten oft vollständig von den Kraftfahrzeugrouten getrennt. In vielen Fällen führen spezielle Fahrradrouten viel direkter als die örtlichen Autorouten zu gemeinsamen Zielen, wie z. B. Stadtzentren. Diese vollständige Trennung der Fahrradrouten von den Kfz-Routen wird als Entflechtung der Verkehrsträger bezeichnet und ist ein wichtiges Merkmal der modernen niederländischen Stadtplanung und Verkehrslenkung.
So haben viele niederländische Städte einen „weichen“ grünen Kern, der nur für Radfahrer und Fußgänger zugänglich ist. Während also Autofahrer, die die Stadt durchqueren wollen, unter Umständen einen längeren Umweg über eine Ringstraße nehmen müssen, können Radfahrer einen direkten Weg durch das Stadtzentrum nehmen.
Ähnlich funktionieren auch andere Radrouten. In kleinem Maßstab können kurze Abschnitte von Radwegen eine Abkürzung zwischen Straßen bieten, die von Autos nicht befahren werden können, während in größerem Maßstab manchmal ganze Straßen zu Radwegen umgewandelt werden, um mehr Platz für Radfahrer zu schaffen und den Gebrauch von motorisierten Fahrzeugen zu unterbinden.
Es gibt auch freilaufende Radwege für Erholungszwecke, in Parks und auf dem Land. Diese sind meist in beide Richtungen befahrbar.

### Auf dem Land
Auf verkehrsreichen und wichtigen Routen sind die Radverkehrsanlagen auf dem Lande ähnlich wie in den Städten. Wo es möglich ist, werden Radwege angelegt, andernfalls Radfahrstreifen. Wenn der zur Verfügung stehende Platz selbst für einen Radfahrstreifen nicht ausreicht, z. B. wenn eine Straße durch ein Dorf führt, werden in der Regel geschwindigkeitsreduzierende Maßnahmen ergriffen, um sicherzustellen, dass der Geschwindigkeitsunterschied zwischen Radfahrern und Autofahrern erträglich ist.
Hauptstraßen und „Provinzstraßen“ (Hauptstraßen, für die ein Provinz zuständig ist), sind in der Regel mit separaten Radwegen ausgestattet. Autobahnen hingegen sind selten mit Radverkehrsanlagen verbunden. Wenn ein Radweg mit einer Autobahn gebündelt ist, liegt er meist in relativ großem Abstand zur Autobahn, außerhalb der Verkehrs- und Lärmschutzwände.
Neben diesen Nutzwegen und Fahrbahnen gibt es viele Freizeitwege in der freien Natur. Ihr Belag variiert von Schotter bis Asphalt. Zerkleinerte Muscheln sind eine beliebte Variante.

### Snelfietsroutes(Schnellradrouten)

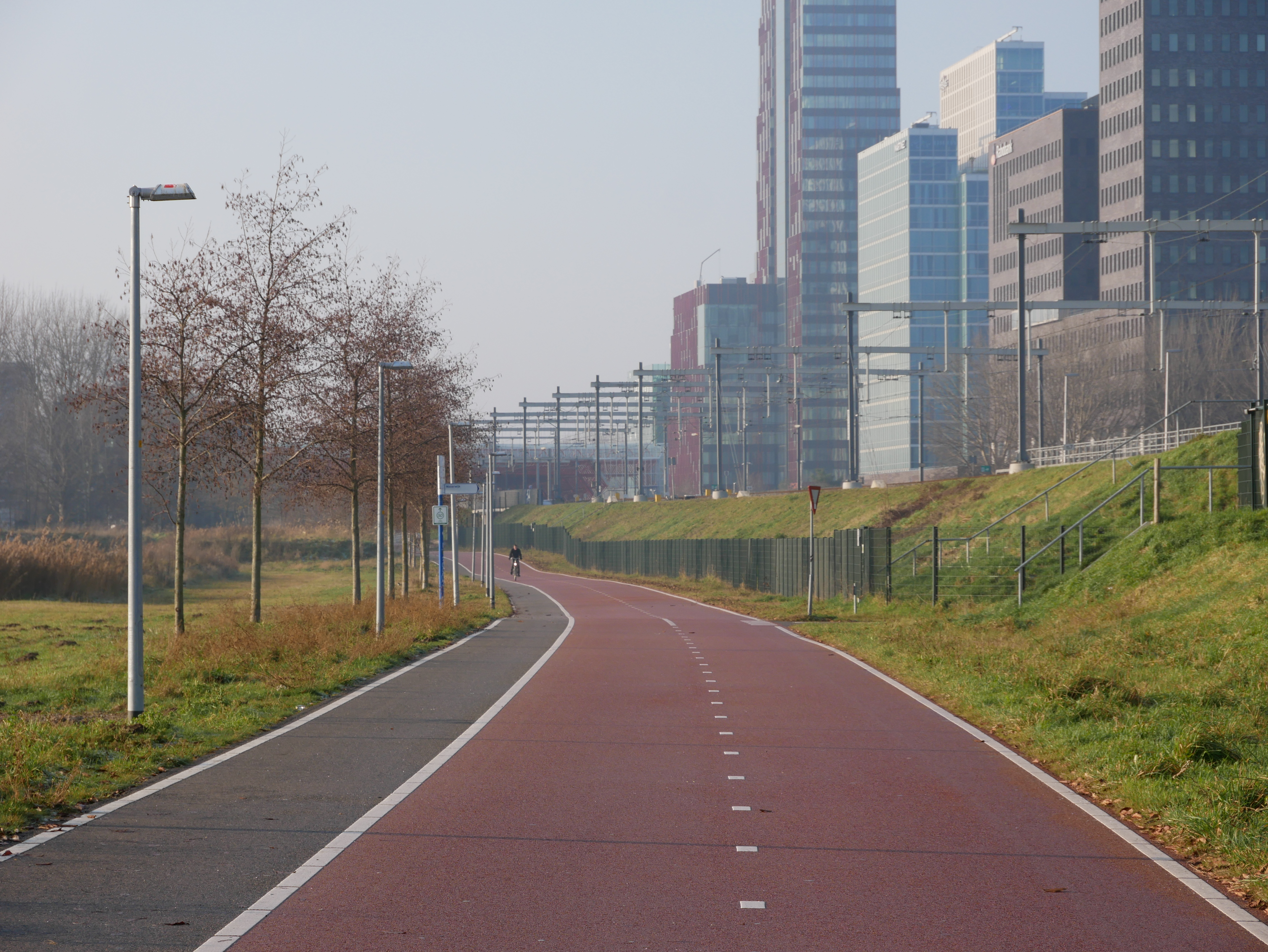
Der Radschnellweg Spoorbaanpad in Almere

Eine reine Fahrradroute, die für das Radfahren über längere Strecken aus praktischen Gründen wie Pendeln oder für Sport und Bewegung gedacht ist, kann entweder als Snelfietsroute (Schnellradroute) oder als Fietssnelweg (Fahrradbahn) bezeichnet werden. Einige Merkmale dieser Fahrradrouten, die von der Verwaltung (sowohl auf nationaler als auch auf lokaler Ebene) und Verkehrsexperten genannt werden, sind Zweirichtungsradwege mit einer empfohlenen Fahrbahnbreite von 2 Metern in einer Richtung und einer Mindestbreite von 1,5 Metern; sehr ebene und gerade Strecken (d. h. wenige Steigungen und Gefälle, Kurven oder Abbiegungen); das Fehlen von Ampeln und ebenerdigen Kreuzungen mit motorisiertem Verkehr sowie eine hohe Qualität der Straßenbeläge.
Interessenverbände des Radverkehrs sowie Landes- und Kommunalverwaltungen propagieren solche Routen als Lösung zur weiteren Reduzierung des Autoverkehrs: Da Radfahrer auf diesen Routen höhere Durchschnittsgeschwindigkeiten erreichen können als auf den üblichen Arten von Radverkehrsinfrastruktur, können Radfahrer auf ihnen besser mit dem Auto konkurrieren, wenn sie längere Strecken zurücklegen.
Zu den Radschnellwegen, die derzeit gebaut werden, gehören (Stand 2012) einer zwischen Rotterdam und Delft und einer zwischen Nijmegen und Arnheim (der RijnWaalpad). Die meisten Radschnellwege/Radschnellstraßen-Projekte sind nicht komplett neu gebaut, sondern bestehen aus der Aufwertung bestehender Infrastruktur und der Ergänzung fehlender Verbindungen.

### Kreisverkehre
Manche Kreisverkehre sind mit Radfahrstreifen ausgestattet, die mit Schildern versehen sind, die den Radfahrer zu einem Ziel führen. Der Verkehr auf Kreisverkehren in den Niederlanden hat in der Regel Vorrang vor dem einfahrenden Verkehr, und wenn ein Radfahrstreifen mit ihm gebündelt ist, gilt dieser Vorrang auch für die Radfahrer. Das bedeutet, dass Autos sowohl bei der Einfahrt in den Kreisverkehr als auch bei der Ausfahrt aus dem Kreisverkehr den Fahrrädern Vorrang gewähren müssen.
Andere Kreisverkehre sind mit separaten Radwegen umgeben. Schilder zeigen an, ob der Radweg oder die querende Straße Vorrang hat. Viele Behörden geben den querenden Straßen Vorrang, da dies als sicherer angesehen wird. Andere behalten aus Gründen der Fairness den Vorrang bei, den die Radfahrer gehabt hätten, wenn sie nicht einen separaten Radweg benutzt hätten (zu dessen Benutzung sie verpflichtet sind).
Ein sehr stark frequentierter Kreisverkehr in Eindhoven nutzt Tunnel und einen Innenkreisel für Radfahrer, um die beiden Verkehrsströme komplett voneinander zu trennen.

#### Der Hovenring
Der Hovenring ist eine architektonische Premiere für Fahrradinfrastruktur. Er wurde am 29. Juni 2012 eröffnet und ist eine erhöhte, kreisförmige Hängebrücke und ein reiner Fahrradkreisverkehr, der zwischen den Gemeinden Eindhoven, Veldhoven und Meerhoven (daher der Name, niederländisch für „Ring der Hoven“) in der Provinz Nordbrabant gebaut wurde. Er wurde über einer großen und stark befahrenen Straßenkreuzung gebaut, wo Radfahrer vor seinem Bau stark befahrene Straßen überqueren mussten, und ist der erste hängende Fahrradkreisverkehr der Welt.

### Überquerung von Flüssen und Autobahnen
Um Radfahrer vor dem motorisierten Verkehr zu schützen, wenn sie Autobahnen und andere stark befahrene Straßen überqueren müssen, werden spezielle Fahrradbrücken und -tunnel für Radfahrer gebaut. Solche Einrichtungen werden oft mit Fußgängern geteilt.
Die kleinen Wasserstraßen, wie z. B. Kanäle, die es vor allem im Westen Hollands gibt, haben oft eigene Brücken für Radfahrer oder solche, die sie mit Fußgängern teilen. Um große Wasserstraßen zu überqueren, befinden sich Radwege jedoch oft entlang von Straßen (z. B. die Hollandse Brug) oder manchmal auch von Eisenbahnen (z. B. die Eisenbahnbrücke in Nijmegen). Lange Straßentunnel sind selten für Radfahrer zugänglich.
Wenn Straßen und Eisenbahnen zu weit entfernt sind, bieten Fähren in den Niederlanden oft eine Alternative. In vielen Fällen sind die Fähren ausschließlich oder hauptsächlich für Radfahrer und in geringerem Maße für Fußgänger bestimmt.

### Ampelanlagen
Wegen ihrer ständigen Nutzung verfügen Radwege über ein eigenes System von Lichtsignalanlagen. Diese sind an Kreuzungen vorhanden, ein Satz für motorisierte Fahrzeuge und ein optisch kleinerer Satz für Radfahrer. Manchmal ist dies ähnlich wie bei einer Pelikan-Kreuzung, wo die Radfahrer warten, um die Kreuzung zu überqueren. Diese Ampeln gibt es in zwei Formen – zum einen die Miniaturversion der Fahrzeugampeln und zum anderen ein Signal in normaler Größe mit fahrradförmigen Aussparungen.
An vielen Orten gibt es direktere Fahrradrouten, die die Ampeln umgehen, so dass Radfahrer effizienter fahren können als Autofahrer.
Gelegentlich ist es Radfahrern ausdrücklich erlaubt, eine rote Ampel zu überfahren, wenn sie an einer Kreuzung rechts abbiegen. Es ist ihnen auch erlaubt, eine rote Ampel zu ignorieren, wenn sie auf einem Radweg durch den Scheitelpunkt einer T-Kreuzung fahren, da es zu keiner Interaktion zwischen Autofahrern und Radfahrern kommt und Radfahrer problemlos mit anderen Radfahrern und Fußgängern verkehren können.

### Beschilderung

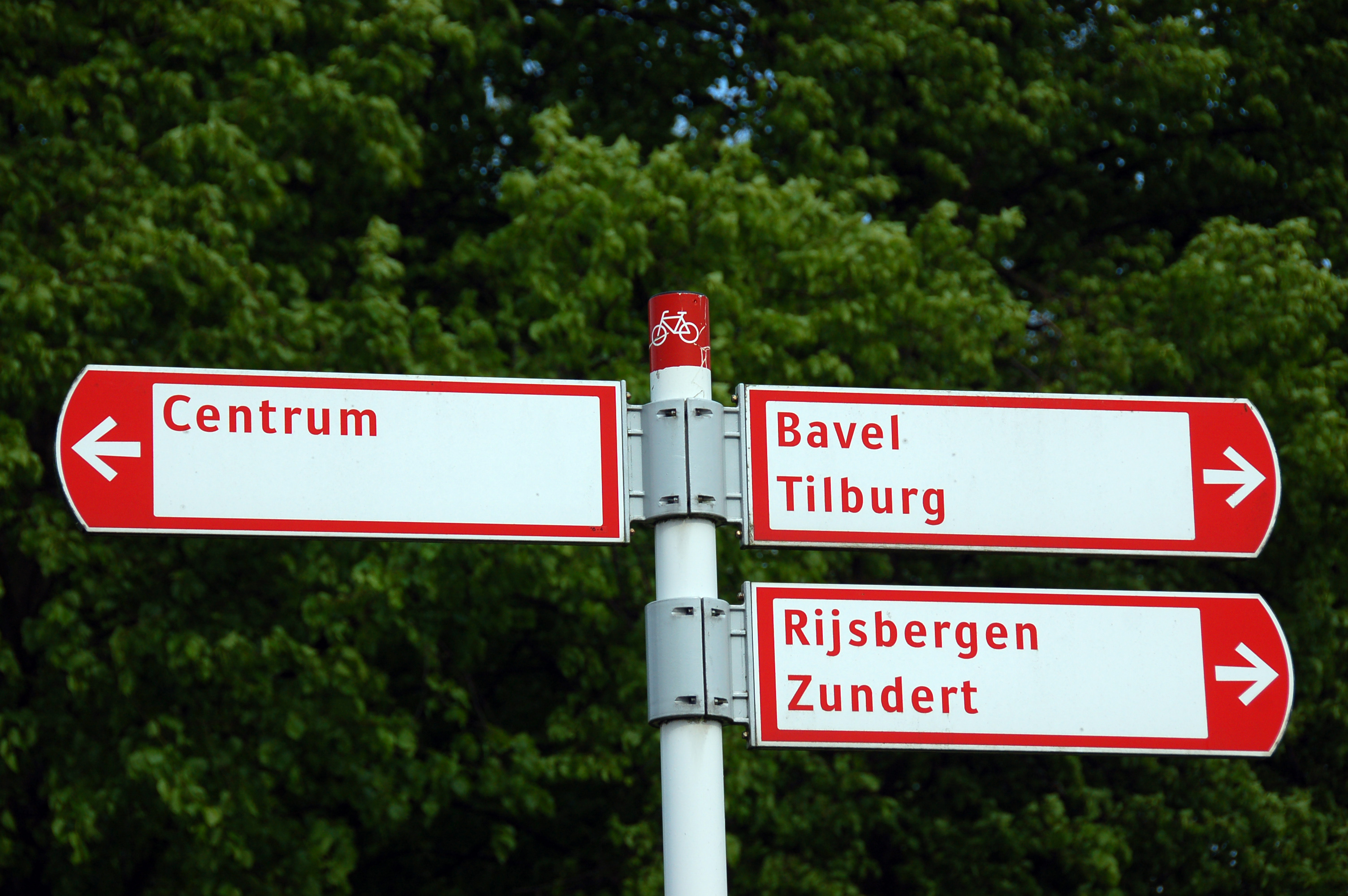
Pfeilwegweiser

Wegweiser haben die Form von Straßenschildern, auf denen die Entfernungen zu nahen gelegenen Städten und Orten angegeben sind. Wegweiser gibt es in zwei verschiedenen Formen: den gewöhnlichen Wegweiser, der eine Miniaturversion der Fahrzeugschilder ist, und einen pilzförmigen Wegweiser. Die zweite Form wird auf dem Land verwendet, wo sie sich besser in die Umgebung einfügen soll. Manchmal ist er im hohen Gras nur schwer zu erkennen.
Im Gegensatz zu den Wegweisern für den allgemeinen Verkehr, die weiße Schrift auf blauem Grund aufweisen, haben die Wegweiser für Radfahrer rote oder grüne Schrift auf weißem Grund. Rot wird für die übliche Route verwendet und grün für landschaftlich reizvollere Routen, auf denen Mopeds nicht erlaubt sind. Der pilzförmige Wegweiser kann auch schwarze Schrift auf weißem Hintergrund haben (da es offensichtlich ist, dass er nicht für Autofahrer gedacht ist). Ein neuerer Stil des „Pilzes“ hat rote Beschriftung.
Wenn ein allgemeiner Wegweiser (weiß auf blau) nicht für Radfahrer gilt, weil er auf eine Autobahn angewiesen ist, wird dies mit einem kleinen Autoschild oder einem Autobahnschild hinter dem Namen des Ziels angezeigt. In solchen Fällen ist meist ein separates Schild für Radfahrer in der Nähe.
Die meisten Verkehrsschilder für Radfahrer, die in den Niederlanden verwendet werden, sind universell. Einige sind jedoch landesspezifisch und können sogar einen niederländischen Text enthalten, z. B. fietspad (Radweg), (brom)fietsers oversteken (Radfahrer und Mopedfahrer müssen die Straße überqueren), uitgezonderd fietsers (außer für Radfahrer) oder rechtsaf fietsers vrij (Rechtsabbiegen frei für Radfahrer).

### Parken

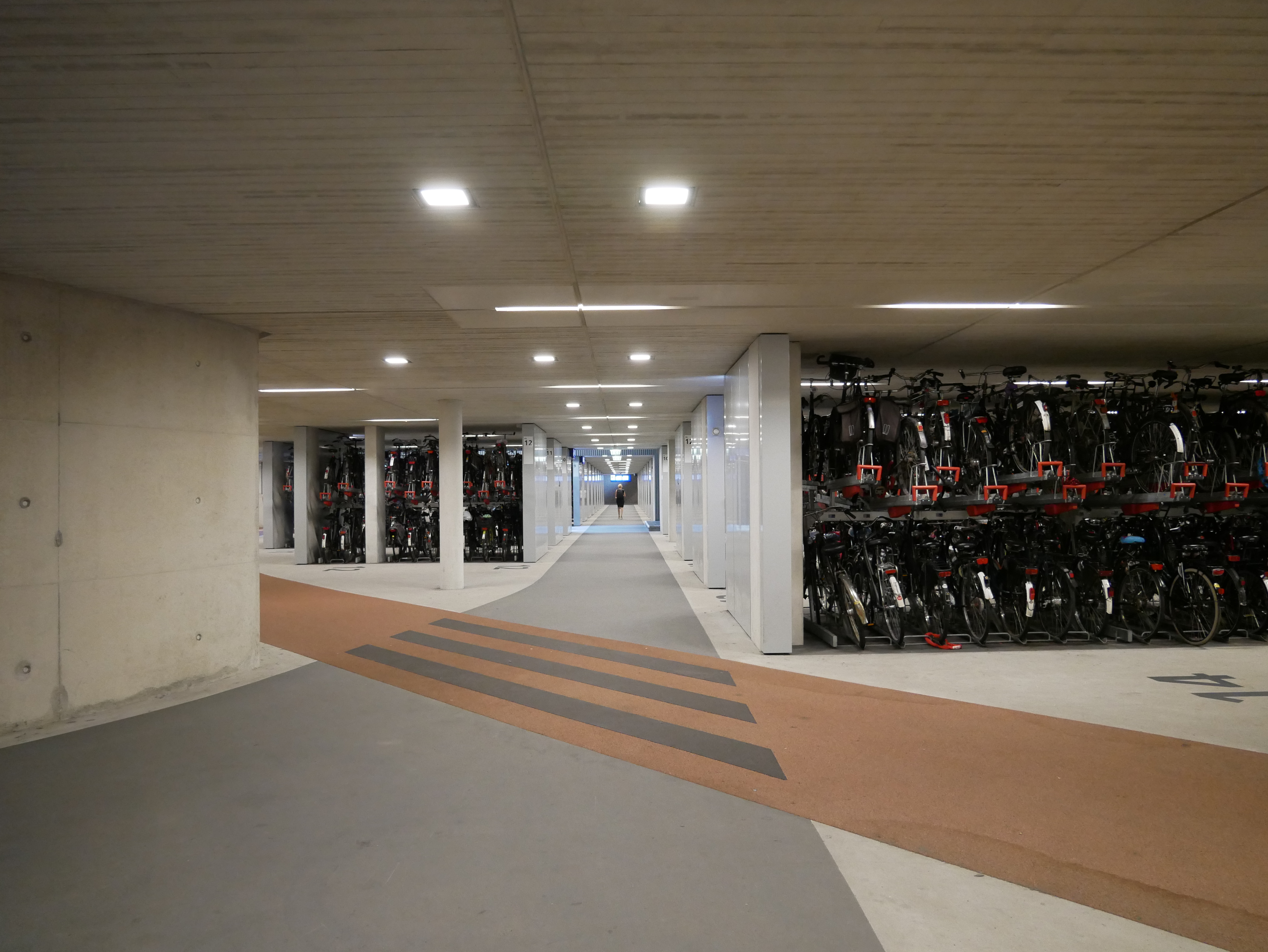
Das weltweit größte Fahrradparkhaus befindet sich in Utrecht.

In den Niederlanden ist es Vorschrift, dass neben jedem Geschäft Fahrradparkplätze vorhanden sind. Fahrradständer sind in den Niederlanden weit verbreitet, eine Alternative zum Anketten des Fahrrads an einen Pfosten. In den meisten Fällen ruht das Vorderrad des Fahrrads auf dem Ständer. Da Fahrraddiebstahl in den Niederlanden sehr häufig vorkommt, wird Radfahrern empfohlen, ihr Fahrrad mit einem eingebauten Schloss abzuschließen und eine Kette vom Fahrradrahmen am Ständer zu befestigen.
Vor allem in den Stadtzentren und an Bahnhöfen gibt es viele Fahrradabstellanlagen, die zum Teil viele tausend Fahrräder aufnehmen. Jeder Bahnhof verfügt über einen angeschlossenen Fahrradparkplatz, und die meisten bieten auch bewachte Fahrradparkplätze gegen eine geringe Gebühr an. Seit Beginn des 21. Jahrhunderts wurden an über 400 Bahnhöfen Abstellplätze für 450.000 Fahrräder gebaut und modernisiert, und die niederländischen Bahngesellschaften ProRail und NS fordern einen Ausbau um weitere 250.000 bis zum Jahr 2027. Bereits die Hälfte aller niederländischen Bahnreisenden fährt mit dem Fahrrad zum Bahnhof, das sind täglich eine halbe Million Radfahrer. Diese Art von Fahrradabstellanlagen gibt es auch an anderen Orten in den meisten Städten, zum Beispiel gibt es 20 bewachte Fahrradabstellanlagen in der Stadt Groningen (≈198.000 Einwohner).
Die meisten Stadtverwaltungen setzen das Abstellen von Fahrrädern in ihrem Zuständigkeitsbereich durch, indem sie regelmäßig alle Fahrräder entfernen, die nicht in den Fahrradständern abgestellt sind.